# اغلان تپه
اغلان تپه، روستایی از توابع بخش رامجین شهرستان چهارباغ در استان البرز ایران است.
سایت رسمی روزتای اغلان تپه http://oghlantapeh.com/

## جمعیت
این روستا در دهستان اغلان‌تپه قرار دارد و براساس سرشماری مرکز آمار ایران در سال ۱۳۸۵، جمعیت آن ۱٬۴۸۰ نفر (۳۶۹خانوار) بوده‌است.